# جامعة ليموج
جامعة ليموج (بالفرنسية: Université de Limoges)‏ هي جامعة بحثية عامة فرنسية، مقرها في ليموج.
تُعد جامعة ليموج من بين أفضل 7٪ من الجامعات في العالم، وتحتل المرتبة 19 في فرنسا لعام 2021. تحتل المرتبة الأولى بين الجامعات في ليموج.